# Cerro Valdez
El Cerro Valdez es un montículo y otero de muy poca elevación situado en la costa oeste del Lago Ypoá, Departamento Central, República del Paraguay, en la jurisdicción del municipio de Nueva Italia (Paraguay). Su pico es de sólo 90 metros sobre el nivel del mar. Pertenece al grupo de cerros de la Cordillera de Ybycuí. Se ubica en las coordenadas25°54′47″S 57°26′40″O / -25.91306, -57.44444.